# Vladimir Feltsman

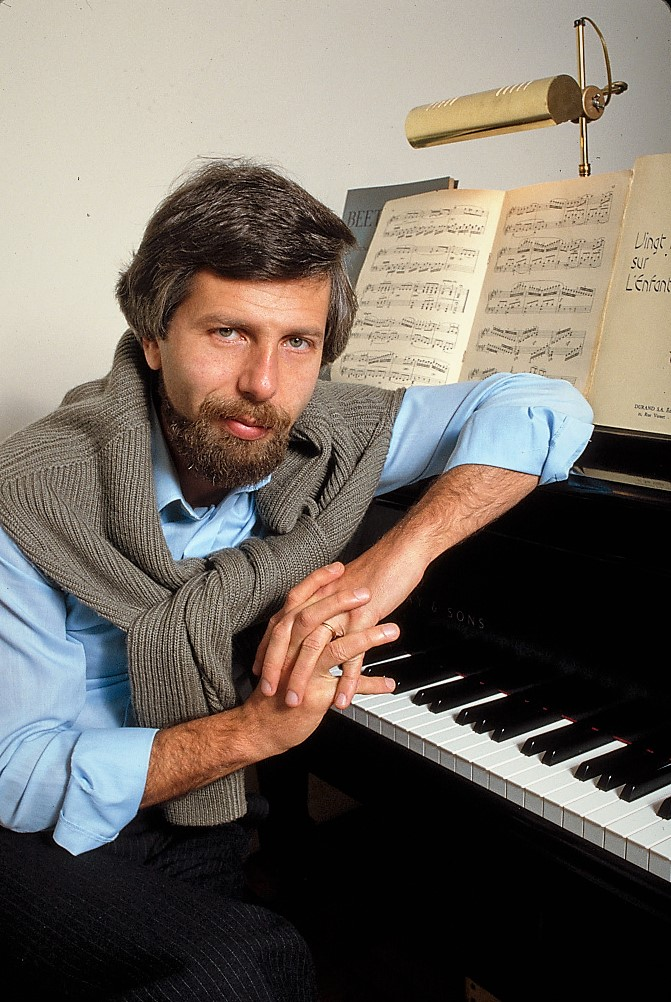
Vladimir Feltsman (1987), Porträtfoto von Bernard Gotfryd

Vladimir Feltsman (russisch Владимир Оскарович Фельцман, Wladimir Oskarowitsch Felzman; geboren am 8. Januar 1952 in Moskau) ist ein russisch-amerikanischer klassischer Pianist.

## Leben und Werk
Mit elf Jahren spielte Feltsman zusammen mit der Moskauer Philharmonie. Er studierte am Moskauer Tschaikowski-Konservatorium und dem Sankt Petersburger Konservatorium und gewann 1971 den Grand-Prix bei der Marguerite Long International Piano Competition in Paris.
Im Jahre 1979 beantragte er, die Sowjetunion verlassen zu können, da er immer unzufriedener mit der damals vorherrschenden Sowjet-Ideologie und der von der Regierung praktizierten Kontrolle über die Kunst wurde. Als Antwort darauf wurde ihm das Vortragen von Werken in der Öffentlichkeit untersagt. Nach vielen Versuchen bekam er acht Jahre später die Erlaubnis, die Sowjetunion zu verlassen.
Nach seiner Ankunft in den Vereinigten Staaten 1987 gab Vladimir Feltsman im Weißen Haus sein erstes Konzert außerhalb Russlands. Sein Konzert in der Carnegie Hall im selben Jahr trug zu seinem guten Ansehen als großer Pianist in den Vereinigten Staaten bei.
Feltsman unterrichtete am Mannes College of Music und an der State University of New York, wo er den International Festival-Institute Piano Summer gründete und leitet. Seit dem Jahre 1995, in dem er die U.S. Staatsbürgerschaft erhielt, lebt er mit seiner Frau Haewon in Upstate New York.
Vladimir Feltsman tritt oft am Hammerklavier auf; er spielte dort sowohl alle Sonaten Mozarts auf einer Nachbildung eines Anton-Walter-Fortepianos als auch Beethovens 5. Klavierkonzert und Mozarts 27. Klavierkonzert.
Seine Diskographie enthält sechs Alben mit Klavierwerken von Johann Sebastian Bach, Aufnahmen von Beethovens letzten fünf Klaviersonaten, Klavierstücke von Schubert, Chopin, Liszt, Brahms, sowie Konzerte von Bach, Chopin, Tchaikovsky, Rachmaninov und Prokofiev.
Sein Vater, der Komponist Oskar Felzman, war in der Sowjetunion für populäre Werke und musikalische Komödien bekannt.